# Прапор Латвії
Держа́вний пра́пор Ла́твії — офіційний державний символ Латвії, затверджений разом з гербом особливим декретом парламенту Латвії 15 червня 1921 року.

## Опис
За законодавством Латвійської Республіки, національний прапор країни кармінового («латиський червоний») кольору з горизонтальною білою смугою. Пропорції кольорів прапора складають 2:1:2, а довжини і ширини — 2:1.
За повідомленням «Лівонської римованої хроніки» темно-червоний прапор із білою смугою використовували племена латгалів, на основі яких сформувалися латиші. Це дозволяє називати прапор Латвії одним з найстаріших у світі. Колір прапора Латвії — особливий темно-червоний, відомий у світі як «латиський червоний» (Latvian red).

## Конструкція прапора
|                     |
| Конструкція прапора |

## Дні прапора
- 25 березня (в жалобі) — у пам'ять про жертв комуністичного геноциду
- 1 травня — День Конституції, День праці
- 4 травня — День відновлення незалежності (1990)
- 14 червня (в жалобі) — у пам'ять про жертв комуністичного геноциду
- 17 червня (в жалобі) — початок радянської окупації Латвії
- 4 липня (в жалобі) — у пам'ять про жертв Голокосту
- 11 листопада — День Лачплесіса
- 18 листопада — День незалежності (1918)
- У першу неділю грудня (в жалобі) — День пам'яті жертв комуністичного режиму